# Kesselspitze (bergstopp)
Kesselspitze är en bergstopp i Österrike.   Den ligger i distriktet Innsbruck-Land och förbundslandet Tyrolen, i den västra delen av landet, 400 km väster om huvudstaden Wien. Toppen på Kesselspitze är 2 728 meter över havet, eller 342 meter över den omgivande terrängen. Bredden vid basen är 3,4 km.
Terrängen runt Kesselspitze är huvudsakligen bergig. Runt Kesselspitze är det ganska tätbefolkat, med 80 invånare per kvadratkilometer.. Närmaste större samhälle är Innsbruck, 18,1 km norr om Kesselspitze. 
I omgivningarna runt Kesselspitze växer i huvudsak blandskog.